# La Vernarède
La Vernarède là một xã trong vùng Occitanie. Xã La Vernarède nằm ở khu vực có độ cao trung bình 320 mét trên mực nước biển.